# Ocypus
Ocypus är ett släkte av skalbaggar som beskrevs av George Samouelle 1819. Ocypus ingår i familjen kortvingar, Staphylinidae.

## Dottertaxa tillOcypus, i alfabetisk ordning[1]
- Ocypus aeneocephalus, Kopparskimrande storkortvinge
- Ocypus brunnipes, Rödbent storkortvinge
- Ocypus fortunatarum
- Ocypus fulvipennis
- Ocypus fuscatus, Bronsskimrande storkortvinge
- Ocypus nitens, Rakkindad storkortvinge
- Ocypus olens, Jättekortvinge
- Ocypus ophthalmicus, Blå storkortvinge
- Ocypus picipennis, Strimmig storkortvinge

## Bildgalleri

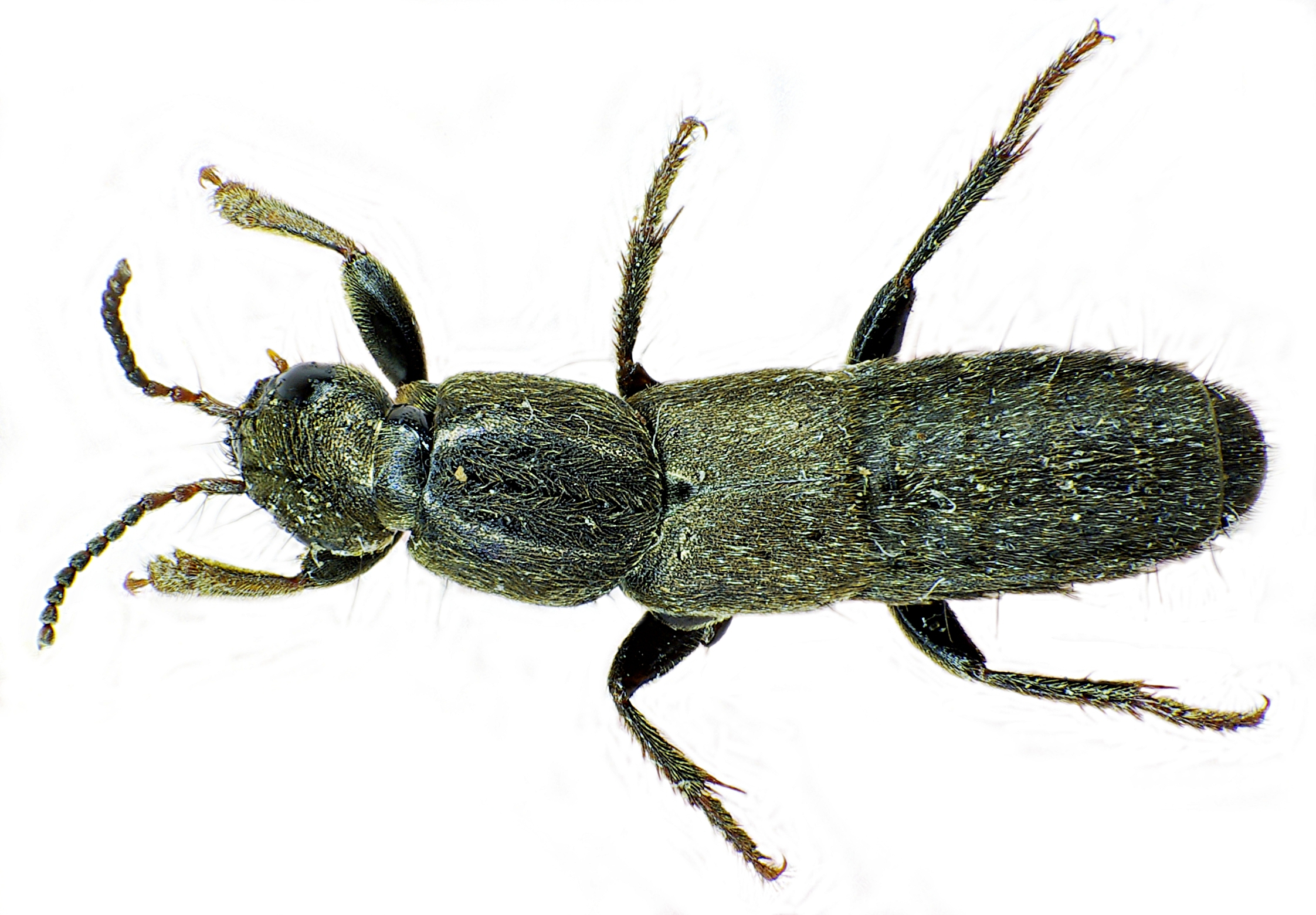
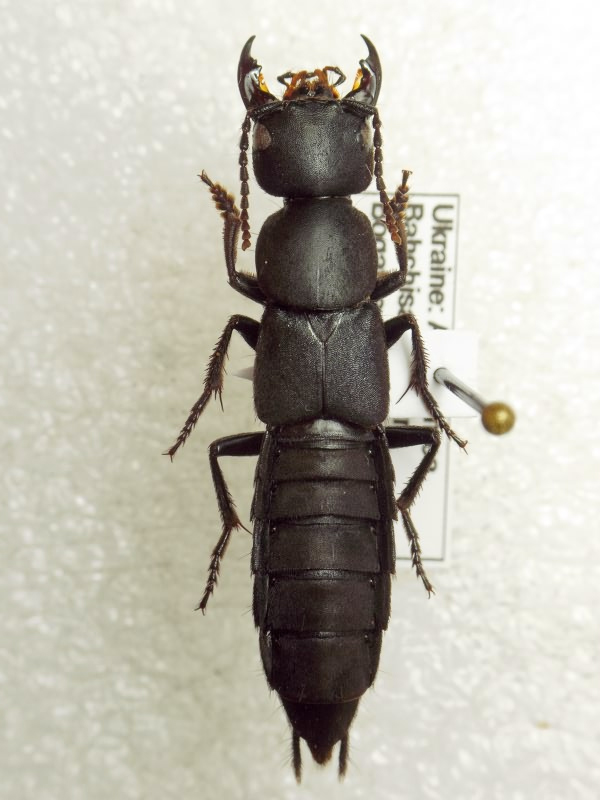
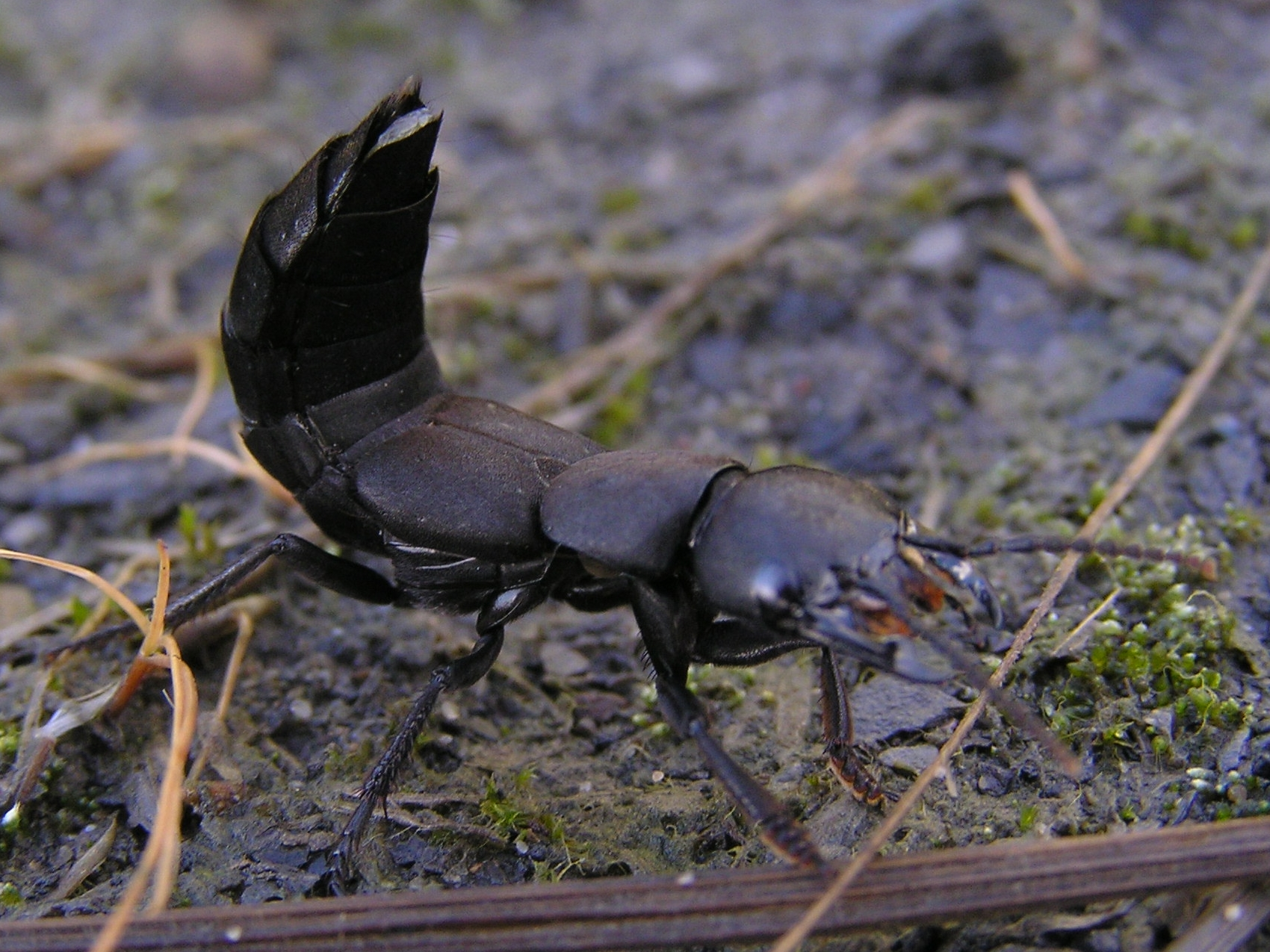
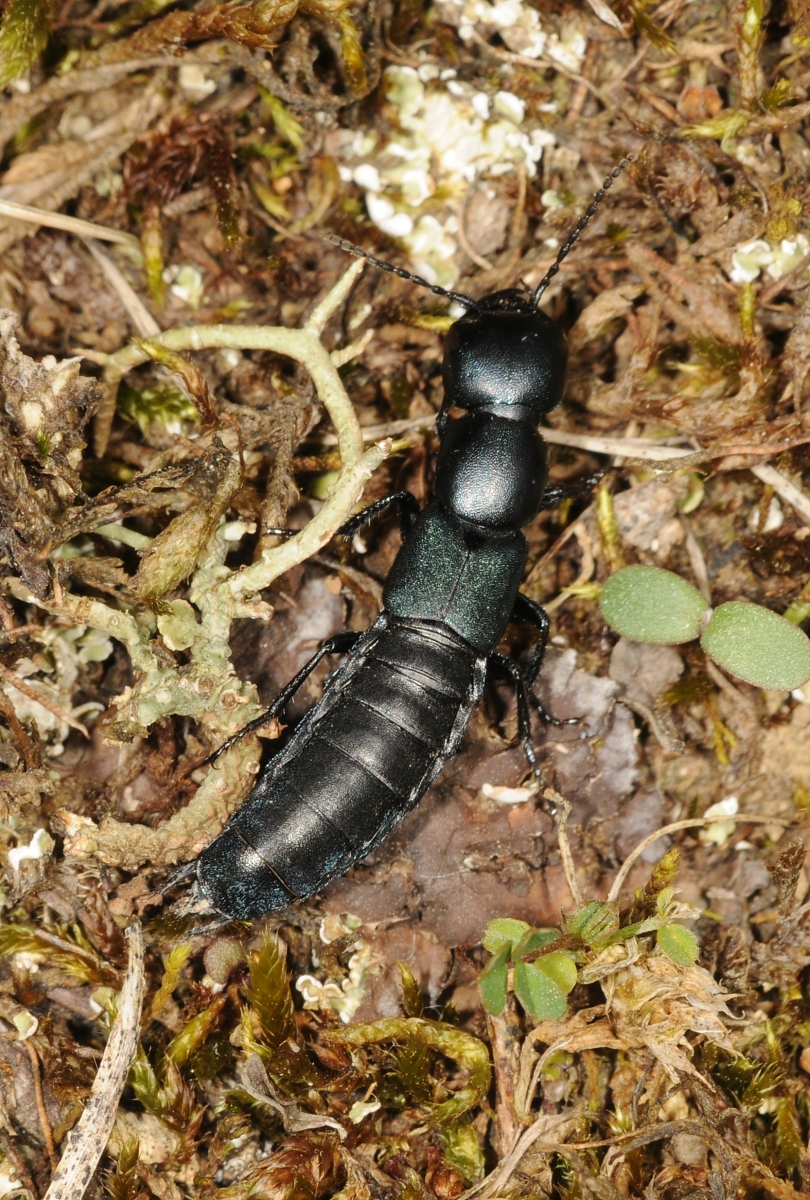